# Campeonato Piauiense 1999
In 1999 werd het 59ste Campeonato Piauiense gespeeld voor clubs uit de Braziliaanse staat Piauí. De competitie werd georganiseerd door de FFP en werd gespeeld van 16 april tot 26 september. Ríver werd kampioen.

## Eerste toernooi

### Eerste fase

#### Groep Zuid
| Plaats | Club       | Wed. | W | G | V | Saldo | Ptn. |
| ------ | ---------- | ---- | - | - | - | ----- | ---- |
| 1.     | Oeiras     | 4    | 1 | 3 | 0 | 7:4   | 6    |
| 2.     | Picos      | 4    | 0 | 4 | 0 | 5:5   | 4    |
| 3.     | Cori-Sabbá | 4    | 0 | 3 | 1 | 3:6   | 3    |

|  | Geplaatst voor tweede fase |

#### Groep Noord
| Plaats | Club       | Wed. | W | G | V | Saldo | Ptn. |
| ------ | ---------- | ---- | - | - | - | ----- | ---- |
| 1.     | 4 de Julho | 4    | 4 | 0 | 0 | 11:3  | 12   |
| 2.     | Paysandu   | 4    | 1 | 1 | 2 | 7:11  | 4    |
| 3.     | Parnahyba  | 4    | 0 | 1 | 3 | 3:7   | 1    |

|  | Geplaatst voor tweede fase |

#### Groep Centrum
| Plaats | Club     | Wed. | W | G | V | Saldo | Ptn. |
| ------ | -------- | ---- | - | - | - | ----- | ---- |
| 1.     | Ríver    | 4    | 2 | 2 | 0 | 12:6  | 8    |
| 2.     | Flamengo | 4    | 2 | 2 | 0 | 10:4  | 8    |
| 3.     | Caiçara  | 4    | 0 | 0 | 4 | 2:14  | 0    |

|  | Geplaatst voor tweede fase |

### Tweede fase
In geval van gelijkspel worden strafschoppen genomen, tussen haakjes weergegeven. 
| Team #1  | Tot.        | Team #2    | 1ste wed | 2de wed |
| -------- | ----------- | ---------- | -------- | ------- |
| Picos    | 3 - 3 (2-4) | 4 de Julho | 2 - 1    | 1 - 2   |
| Paysandu | 7 - 8       | Ríver      | 3 - 3    | 4 - 5   |
| Flamengo | 4 - 5       | Oeiras     | 1 - 2    | 3 - 3   |

### Derde fase
| Plaats | Club       | Wed. | W | G | V | Saldo | Ptn. |
| ------ | ---------- | ---- | - | - | - | ----- | ---- |
| 1.     | Ríver      | 4    | 1 | 3 | 0 | 6:2   | 6    |
| 2.     | 4 de Julho | 3    | 0 | 3 | 0 | 2:2   | 3    |
| 3.     | Oeiras     | 1    | 0 | 0 | 1 | 0:4   | 0    |

|  | Geplaatst voor finale |

## Tweede toernooi

### Eerste fase

#### Groep Zuid
| Plaats | Club       | Wed. | W | G | V | Saldo | Ptn. |
| ------ | ---------- | ---- | - | - | - | ----- | ---- |
| 1.     | Picos      | 4    | 3 | 1 | 0 | 9:3   | 10   |
| 2.     | Cori-Sabbá | 4    | 1 | 1 | 2 | 5:6   | 4    |
| 3.     | Oeiras     | 4    | 1 | 0 | 3 | 4:9   | 3    |

|  | Geplaatst voor tweede fase |

#### Groep Noord
| Plaats | Club       | Wed. | W | G | V | Saldo | Ptn. |
| ------ | ---------- | ---- | - | - | - | ----- | ---- |
| 1.     | 4 de Julho | 4    | 4 | 0 | 0 | 12:3  | 12   |
| 2.     | Paysandu   | 4    | 1 | 1 | 2 | 7:8   | 4    |
| 3.     | Parnahyba  | 4    | 0 | 1 | 3 | 3:11  | 1    |

|  | Geplaatst voor tweede fase |

#### Groep Centrum
| Plaats | Club     | Wed. | W | G | V | Saldo | Ptn. |
| ------ | -------- | ---- | - | - | - | ----- | ---- |
| 1.     | Flamengo | 4    | 3 | 0 | 1 | 7:2   | 9    |
| 2.     | Ríver    | 4    | 2 | 1 | 1 | 9:6   | 7    |
| 3.     | Caiçara  | 4    | 0 | 1 | 3 | 6:14  | 1    |

|  | Geplaatst voor tweede fase |

### Tweede fase
De beste verliezer gaat ook naar de derde fase. 
| Team #1    | Tot.  | Team #2    | 1ste wed | 2de wed |
| ---------- | ----- | ---------- | -------- | ------- |
| Ríver      | 4 - 3 | 4 de Julho | 3 - 1    | 1 - 2   |
| Paysandu   | 3 - 5 | Picos      | 3 - 3    | 0 - 2   |
| Cori-Sabbá | 4 - 5 | Flamengo   | 1 - 1    | 0 - 1   |

### Derde fase
|  | Halve finale | Halve finale | Halve finale |   |            | Finale | Finale | Finale |
|  |              |              |              |   |            |        |        |        |
|  | Picos        | 0            | 0            |   |            |        |        |        |
|  | 4 de Julho   | 1            | 1            |   |            |        |        |        |
|  | 4 de Julho   | 1            | 1            |   | 4 de Julho | 2      | 2      |        |
|  |              |              |              |   | 4 de Julho | 2      | 2      |        |
|  |              | Ríver        | 2            | 1 |            |        |        |        |
|  | Ríver        | Ríver        | 2            | 1 | 3          | 2      |        |        |
|  | Ríver        |              |              |   | 3          | 2      |        |        |
|  | Flamengo     | 2            | 2            |   |            |        |        |        |

## Finale
|                               |       |       |            |  |
| 12 september Eerste wedstrijd | Ríver | 2 – 0 | 4 de Julho |  |
| 12 september Eerste wedstrijd |       |       |            |  |

|                               |            |       |       |  |
| 19 september Tweede wedstrijd | 4 de Julho | 1 – 1 | Ríver |  |
| 19 september Tweede wedstrijd |            |       |       |  |

|                              |            |       |       |  |
| 26 september Derde wedstrijd | 4 de Julho | 1 – 1 | Ríver |  |
| 26 september Derde wedstrijd |            |       |       |  |

### Kampioen
| Campeonato Piauiense de 1999 |
| Piaui                        |
| ---------------------------- |
| RÍVER Kampioen (23° titel)   |